# Лобки (Речицкий район)
Лобки (бел. Лабкі) — посёлок в Заспенском сельсовете Речицкого района Гомельской области Белоруссии.

## География

### Расположение
В 23 км на юг от районного центра и железнодорожной станции Речица (на линии Гомель — Калинковичи), 73 км от Гомеля.

## Транспортная сеть
Транспортные связи по просёлочной, затем автомобильной дороге Лоев — Речица. Планировка состоит из изогнутой широтной улицы, застроенной неплотно деревянными усадьбами.

## История
Основан в начале XX века переселенцами из соседних деревень. В 1908 году урочище, в Заспенской волости Речицкого уезда Минской губернии. В 1931 году организован колхоз. Во время Великой Отечественной войны в ноябре 1943 года оккупанты сожгли 30 дворов и убили 1 жителя. 14 жителей погибли на фронте. Согласно переписи 1959 года в составе колхоза имени С. М. Кирова (центр — деревня Свиридовичи).
До 31 октября 2006 года в составе Свиридовичского сельсовете.

## Население

### Численность
- 2004 год — 56 хозяйств, 156 жителей.

### Динамика
- 1908 год — 1 двор, 7 жителей.
- 1930 год — 13 дворов, 85 жителей.
- 1940 год — 32 двора, 168 жителей.
- 1959 год — 82 жителя (согласно переписи).
- 2004 год — 56 хозяйств, 156 жителей.